# Artazu
Artazu é um município da Espanha 
na província e comunidade autónoma de Navarra. Tem 6,03 km² de área e em 2021 tinha 117 habitantes (densidade: 19,4 hab./km²).

## Demografia
| Variação demográfica do município entre 1991 e 2004 | Variação demográfica do município entre 1991 e 2004 | Variação demográfica do município entre 1991 e 2004 | Variação demográfica do município entre 1991 e 2004 |
| --------------------------------------------------- | --------------------------------------------------- | --------------------------------------------------- | --------------------------------------------------- |
| 1991                                                | 1996                                                | 2001                                                | 2004                                                |
| 94                                                  | 86                                                  | 105                                                 | 103                                                 |